# Optyka cienkich warstw

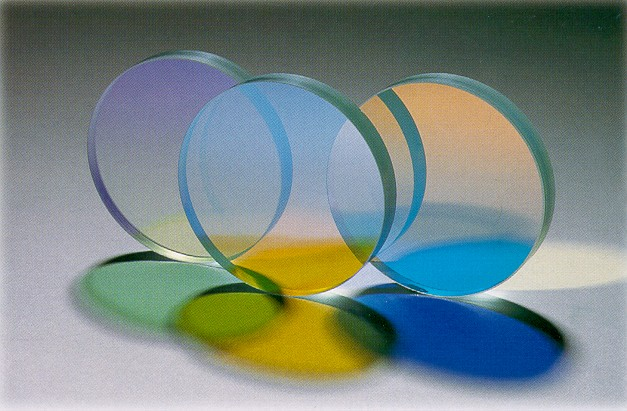
Filtry dichroiczne stworzone w oparciu o optykę cienkich warstw

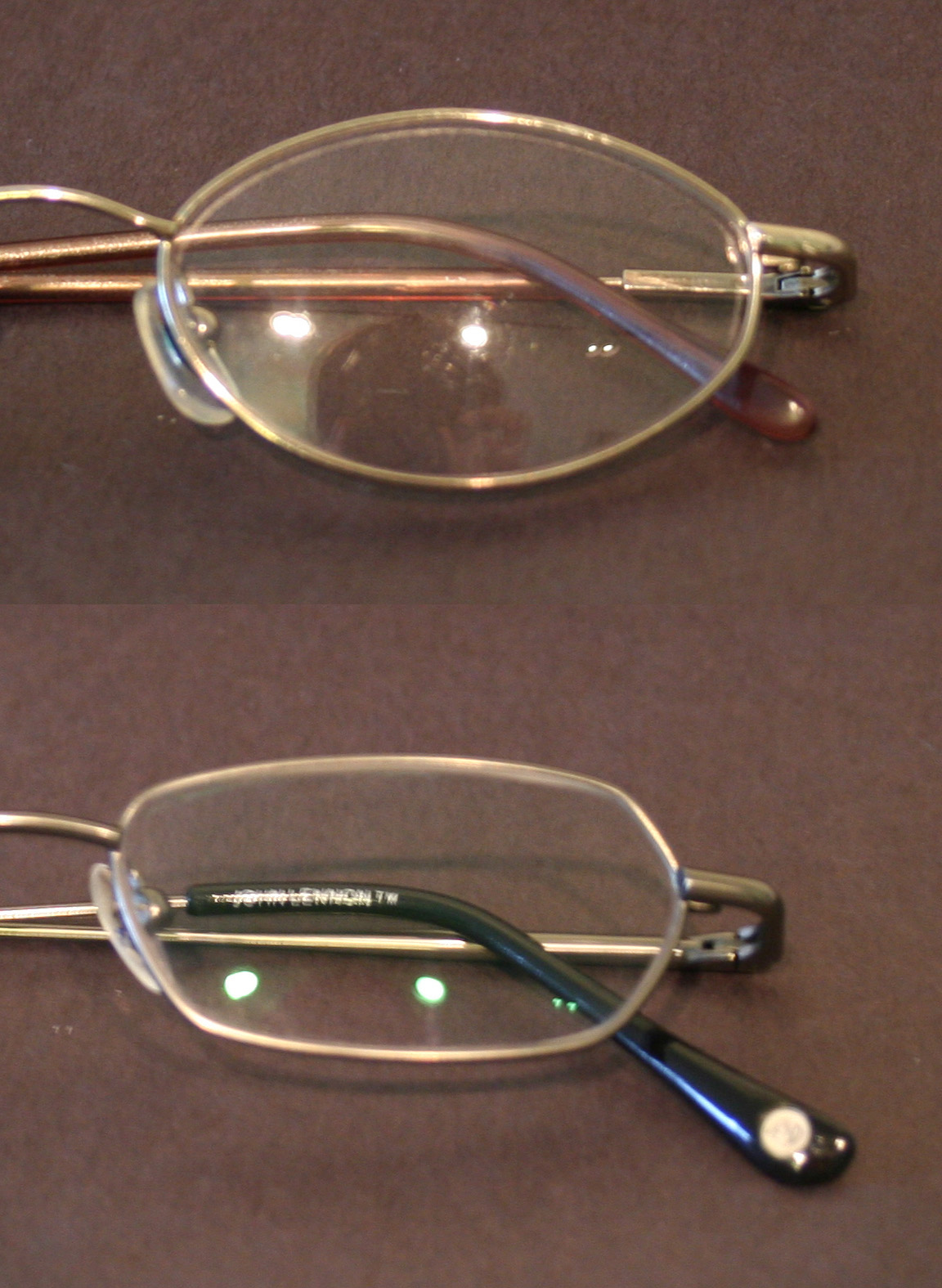
Porównanie okularów bez powłok antyrefleksyjnych (u góry) z okularami z powłokami (u dołu)

Optyka cienkich warstw jest działem optyki, który dotyczy zjawisk zachodzących w strukturach złożonych z bardzo cienkich warstw różnych materiałów. Aby badana struktura spełniała ten warunek, grubość pojedynczej warstwy musi być rzędu długości fali światła, czyli dla światła widzialnego około kilkuset nanometrów. Warstwy tej grubości mają specyficzne własności optyczne związane z dyfrakcją i interferencją światła oraz z różnicami w wartościach współczynnika załamania światła poszczególnych cienkich warstw, podłoża i powietrza. Te efekty mają wpływ zarówno na odbicie światła jak i jego przechodzenie przez obiekt.

## Wykorzystanie
Własności optyczne cienkich warstw są wykorzystywane w
- niskoemisyjnych szybach w domach i samochodach,
- pokryciach antyrefleksyjnych, stosowanych między innymi w okularach oraz na zwierciadłach niektórych typów laserów półprzewodnikowych
- światłach odblaskowych w samochodach,
- precyzyjnych filtrach i zwierciadłach,
- zwierciadłach Bragga.

## Cienkie warstwy o własnościach optycznych w naturze
Optyka cienkich warstw tłumaczy zjawisko iryzacji i opalizacji występujące na
- bańkach mydlanych
- plamach benzyny
- opalach
- skrzydłach niektórych gatunków motyli
- piórach pawia